# Ґлюкофон

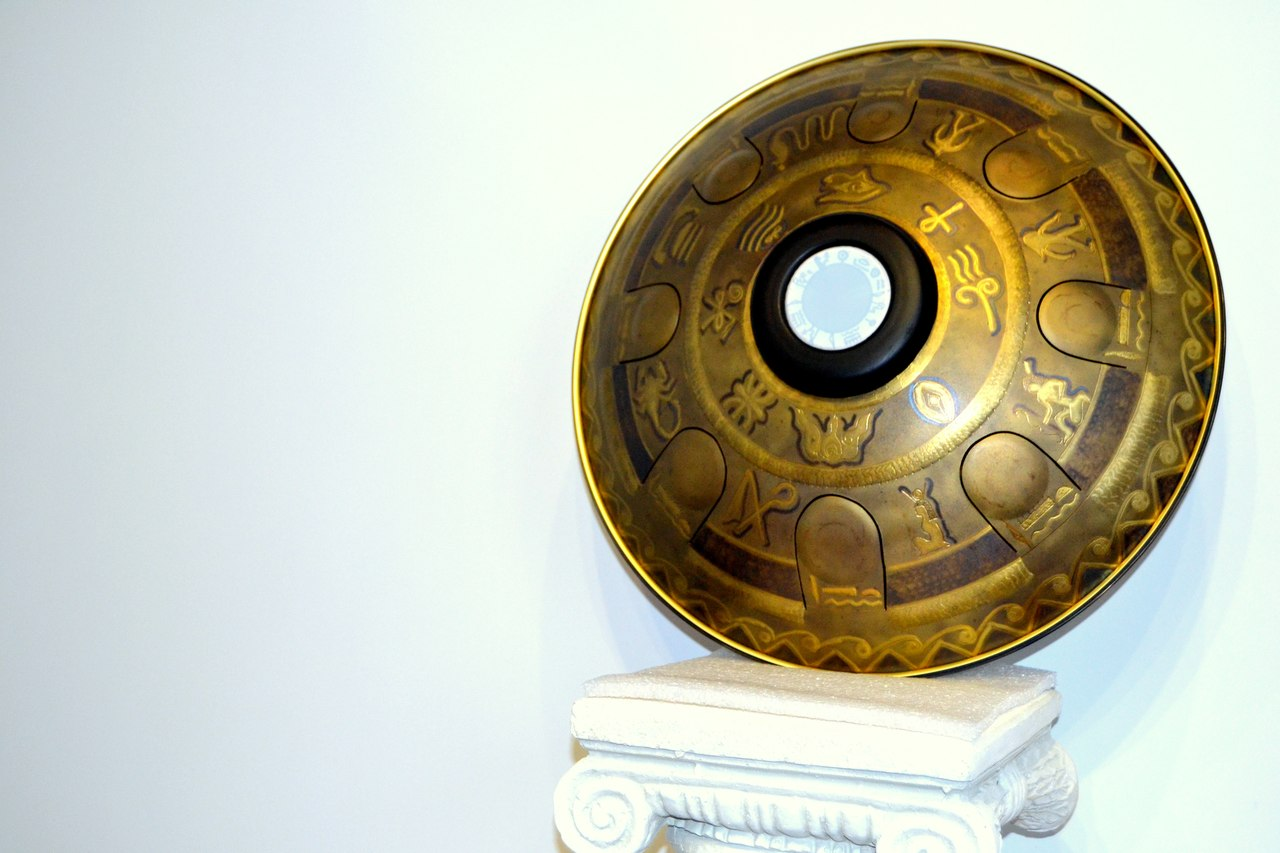
Строкатий восьми-пелюстковий радісник (ґлюкофон)

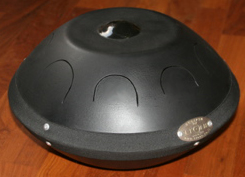
Восьми-пелюстковий радісник чорного кольору

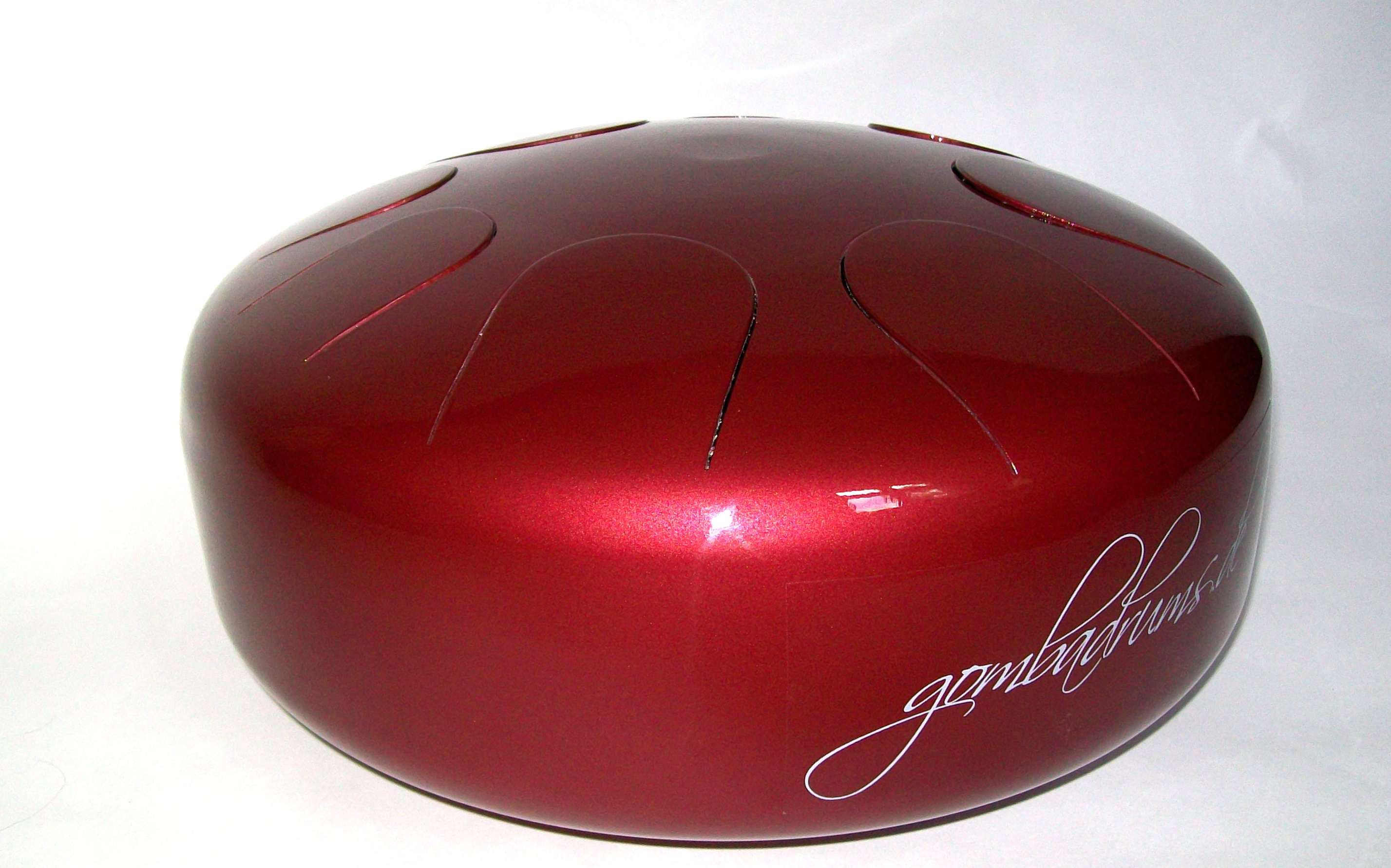
Восьми-пелюстковий радісник червоного кольору

Ґлюкофо́н (з нім. glück — «щастя», з грец. φωνή (phōnḗ) — «звук», «голос») — перкусійний інструмент, який інколи зараховують до тональних барабанів. На ранніх етапах інструменти виготовлялися з газових балонів.
Ґлюкофони поділяють на кілька груп:
- за ладовим налаштуванням пелюсток (язичків): мажорний, мінорний, пентатонічний
- за тональним налаштуванням пелюсток (тоніка: до, ре, фа-дієз, ля-бемоль тощо)
- за кількість пелюсток.

## Назва
В Європі та Америці його називають по-різному. У Великій Британії — steel tongue drum, tank drum та ін. В Іспанії називають — tambor tanque. В Росії та деяких інших країнах цей інструмент називають ґлюкофон. В Україні окрім назви ґлюкофон зустрічається також радісник[джерело?].

## Історія
Перші згадки ґлюкофону з'явилися в період між 2005—2007 рр. Популярний домініканський ударник, створювач ряду унікальних ударних інструментів (під власною маркою «TOKITI»®) Фая Веґа презентував у 2005 р. перший прототип цього інструменту під назвою «Tambiro» — звичайний пропановий балон з пелюстками-прорізами на боках. Пізніше звукотвірні язички стали вирізати на торцях балону.
Ідею для створення «Tambiro» Ф. Веґа запозичив у древніх африканських барабанів зі щілинами. Попередниками ґлюкофону також можна вважати калімби та швейцарський інструмент ганґ.

## Будова
Ґлюкофони складається із двох чаш, з'єднаних у місці облямівки одна з одною. На одній стороні барабану розміщені пелюстки (язички барабану), також іноді є додатковий отвір для налаштування висоти язичків, а на іншій — один або кілька резонуючих отворів. Джерелом звуку у ґлюкофоні є безпосередньо його корпус.
У масивних багатопелюсткових ґлюкофонах висота звуку пелюсток верхньої чаші може налаштовуватися за допомогою спеціальних магнітів на потрібну висоту для придання чистішого та багатого обертонами звуку. Зазвичай кожна пелюстка може таким чином змінити свою висоту на 1/3 тона в кожну сторону.
Нині існує безліч модифікацій інструменту, наприклад, різна товщина стінок корпусу; пелюстки інструментів можуть бути виконані у формі різних геометричних фігур тощо. Ґлюкофони останніх років мають подвійні пелюстки (пелюстка у пелюстці). У більшости випадків ці пелюстки-двійнята мають октавне налаштування — внутрішній язичок звучить на чисту октаву вище зовнішнього.
Язички ґлюкофону зазвичай налаштовуються на консонансні між собою звуки, таким чином відтворити дисонансні співзвуччя на інструменті майже неможливо — будь-яка послідовність звуків звучить гармонічно.
Видобування звуків на ґлюкофонах відбувається за допомогою легких, але чітких ударів по пелюстках пальцями рук або спеціальними паличками, які обтягнуті тканиною.

## Класифікація
Ґлюкофон, як і йому споріднені ганґ та гендпан, відносять до ідіофонів — групи музичних інструментів, джерелом звуку яких слугує матеріал, здатний звучати без додаткового натягу (як того вимагають струни у хордофонів або мембрани у мембранофонів).

## Застосування у реабілітації
Пелюстковий барабан видає заспокійливу медитативну музику, що гармонізує свідомість людини, тому цей інструмент придатний до реабілітації в медицині. Та на даний час використовується лікарями-реабілітологами через навчання пацієнтів гри на цьому складному інструменті в українських лікарнях.